# Juan Sabines Guerrero
Juan José Sabines Guerrero (Tepetlaoxtoc, Estado de México; 20 de agosto de 1968) es un político mexicano. Es hijo del exgobernador de Chiapas Juan Sabines Gutiérrez y de María de los Ángeles Guerrero. Es sobrino del poeta Jaime Sabines. 
Es licenciado en Ciencias Políticas y Administración Pública por la Universidad Iberoamericana Diplomado en Protección Consular por el Instituto Matías Romero en dónde ha cursado diversos cursos y seminarios; Diplomado en Derecho de los Estados Unidos por la Universidad de Arizona con estudios adicionales de Relaciones Internacionales en la UNAM, Ciencias de la Comunicación en el CECC, IMDOSOC.  
Es doctor honoris causa por la Universidad de Chiapas y por la University of World Leaders Organization OMLID. (Organización Mundial de Líderes). 
Ha sido Cónsul de México en Orlando en 3 ocasiones, de junio de 2015 a noviembre de 2018, diciembre de 2019 a noviembre de 2024 y de diciembre 2024 a la fecha.
Ha destacado por generar una política de puertas abiertas. Aperturar la Ventanilla de Atención Integral a Pueblos Originarios e Indígenas de México en el Exterior VAIPOIME, la primera política pública dedicada a los pueblos indígenas migrantes mexicanos en el extranjero 
Gobernador de Chiapas 2006 a 2012 por la Coalición por el Bien de Todos, conformada por los partidos PRD, PT y Convergencia al gobierno de Chiapas, habiendo ganado las elecciones estatales el 20 de agosto de 2006. 
Como gobernador de Chiapas en alianza con el Sistema ONU México y el PNUD durante su administración se redujo la pobreza extrema, más de 75 mil personas dejaron la pobreza extrema según CONEVAL la población en situación de pobreza extrema pasó de 77% a 74.7% con la mayor inversión en la historia a los pueblos originarios.  Se generaron 48,441 nuevos empleos fijos y permanentes registrados en el IMSS, la mayor en la historia de Chiapas.
Por su política a favor de las personas migrantes recibió la condecoración de la Orden José Cecilio del Valle en Grado de Gran Cruz de Plata por el gobierno de Honduras; la Orden del Quetzal en Grado de Gran Cruz del gobierno de Guatemala; Condecoración de la Orden Nacional José Matías Delgado en Grado de Gran Cruz Placa de Plata por el Gobierno de El Salvador; Título de Noble Amigo de El Salvador por la Asamblea Legislativa de la República de El Salvador. 
Por el éxito de la Agenda Chiapas ONU el Sistema de Naciones Unidas México le entregó el Galardón "Más Naciones Unidas en México". 
También recibió la Orden de Dannebrog del gobierno del Reino de Dinamarca, por lo que en total ha recibido 6 condecoraciones internacionales. 
Durante su administración se construyó el Glorioso Cristo de Chiapas en Copoya, Tuxtla Gutiérrez siendo el más grande del mundo y el símbolo más importante de la ciudad de Tuxtla Gutiérrez 

## Biografía
Es hijo de Juan Sabines Gutiérrez y de María de los Ángeles Guerrero Ruiz Cabañas La primaria la curso en el colegio Westminster de la Ciudad de México, es licenciado en Ciencias Políticas y Administración Pública egresado de la Universidad Iberoamericana, tiene estudios adicionales en Relaciones Internacionales en la UNAM; Up Date in Finance por la Universidad Berkley, Diplomado en Introducción al Derecho de los Estados Unidos por la Universidad de Arizona,   Protección Consular por el Instituto Matías Romero en donde ha cursado diversos programas académicos, lo mismo que en el Instituto Mexicano de Doctrina Social Cristiana IMDOSOC
Desde niño acompañó a su padre en sus diversas actividades como senador, diputado, dirigente del PRI y gobernador de Chiapas de donde le nace la vocación política.
La familia materna organzó por casi 50 años el certamen de belleza Señorita México en el que conoció a su esposa Isabel Aguilera con quien tiene 3 hijos.
Incursionó en el periodismo escribiendo para Excélsior, Jueves de Excélsior, La República, Diario Popular Es!. Además fue director editorial de las revistas Señorita México, Conciencia UIA y Juicio Universitario. Y fue vicepresidente de la Asociación Mexicana de Periodistas AMAP
Inició en la administración pública en 1995 como Subdirector de Servicios Educativos, Desarrollo Social y Asistencial de la Delegación Cuauhtémoc en dónde creó los programas de danzón al aire libre en la plaza de la Ciudadela de la Ciudad de México y el Programa de atención integral a niños en situación de calle.
Posteriormente en 1998 realizó una carrera política dentro del PRI en Chiapas partido al que se afilió en 1987. Fue Secretario General Adjunto al CDE del PRI, Presidente de la Fundación Colosio filial Tuxlta Gutiérrez, Secretario General y Presidente del PRI Municipal en Tuxtla Gutiérrez en el 2000 donde emprendió una confrontación con la diligencia estatal y la cúpula priísta así como movilizaciones en contra del Ayuntamiento capitalino.

## Gobernador del Estado de Chiapas
Gobernador Constitucional del Estado de Chiapas en el período de 2006 a 2012, postulado candidato de la Coalición por el Bien de Todos, conformada por los partidos PRD, PT y Convergencia.
Como gobernador de Chiapas en alianza con el Sistema ONU México y el PNUD durante su administración se redujo la pobreza extrema, más de 75 mil personas dejaron la pobreza extrema según CONEVAL la población en situación de pobreza extrema pasó de 77% a 74.7% con la mayor inversión en la historia a los pueblos originarios.  Se generaron 48,441 nuevos empleos fijos y permanentes registrados en el IMSS, la mayor en la historia de Chiapas.
Por su política a favor de las personas migrantes recibió la condecoración de la Orden José Cecilio del Valle en Grado de Gran Cruz de Plata por el gobierno de Honduras; la Orden del Quetzal en Grado de Gran Cruz del gobierno de Guatemala; Condecoración de la Orden Nacional José Matías Delgado en Grado de Gran Cruz Placa de Plata por el Gobierno de El Salvador; Título de Noble Amigo de El Salvador por la Asamblea Legislativa de la República de El Salvador.
Por el éxito de la Agenda Chiapas ONU el Sistema de Naciones Unidas México le entregó el Galardón "Más Naciones Unidas en México".
También recibió la Orden de Dannebrog del gobierno del Reino de Dinamarca, por lo que en total ha recibido 6 condecoraciones internacionales. 